# Phoumi Nosavan

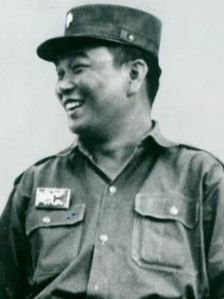
Phoumi Nosavan

Phoumi Nosavan (1920 - 1985) was een Laotiaans generaal en politicus. 
Phoumi was van 1959 tot 1960 minister van Defensie in de koninklijke Laotiaanse regering. Op 18 september 1960 pleegde hij een rechtse staatsgreep tegen de neutralistische regering in Vientiane. De neutralistische regering, gesteund door de communistische Pathet Lao en de Sovjet-Unie, wisten de staatsgreep succesvol te dwarsbomen. 
Op 13 december 1960 waagde Phoumi Nosavan opnieuw een staatsgreep, die resulteerde in de Slag om Vientiane, die door Phoumi en zijn aanhangers werd gewonnen. Phoumi Nosavan installeerde daarna een rechtse regering onder leiding van de centrumrechtse prins Boun Oum. De nieuwe regering genoot de steun van de Verenigde Staten van Amerika. President John F. Kennedy besloot echter na enige tijd de rechtse regering niet meer te steunen, en beval een neutrale regering aan, om een Sovjet-interventie in Laos te voorkomen. In februari 1962 schortte de VS zijn hulp aan de regering-Boun Oum op en in juni 1962, nadat Phoumi een militaire nederlaag had geleden tegen de neutralisten en de communisten, trad hij af. In dezelfde maand trad hij echter nog toe tot de coalitieregering van prins Souvanna Phouma - een coalitie bestaande uit de Neutralistische Partij (neutralisten), Democratische Partij (centrumrechts) en de Pathet Lao (communistische georiënteerd).
In de nieuwe regering van Souvanna Phouma trad Phoumi op als minister van Financiën en monopoliseerde een deel van de economie. De april-coup van 1964 (generaal Kouphrasith Abhay en generaal Ouane Rattikone) maakte een einde aan zijn macht.
Een nieuwe couppoging in februari 1965, met de hulp van kolonel Bounleut Saycocie, mislukte, waarop beiden in ballingschap gingen in Thailand.

## Bron
- www.fact-index.com